# Погонич червононогий
Погонич червононогий (Rallina fasciata) — вид журавлеподібних птахів родини пастушкових (Rallidae). Мешкає в Південно-Східній Азії.

## Опис

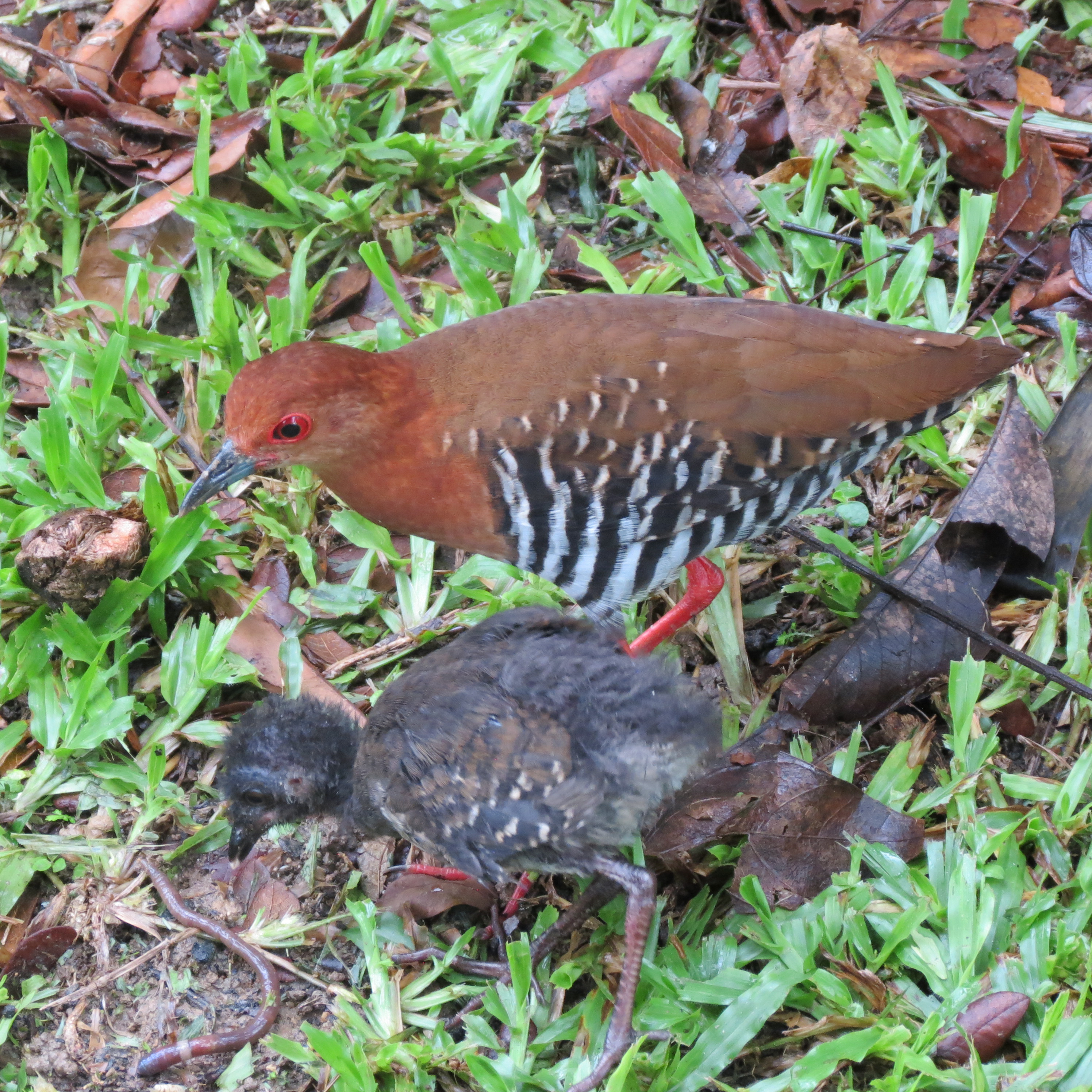
Дорослий червононогий погонич і пташеня

Довжина птаха становить 23-25 см, вага 68,8-108 г. Голова, шия і груди рудувато-коричневі, горло дещо світліше. Верхня частина тіла сіро-коричнева, нижня частина тіла і нижні покривні пера крил смугасті, чорно-білі. Дзьоб зеленоувато-роговий, внутрішня частина дзьоб яскраво-червона. Райдужки червоні, лапи яскраво-червоні. Виду не притаманний статевий диморфізм. Молоді птахи мають менш яскраве, більш коричневе забарвлення, смуги на нижній частині тіла у них менш виражена.

## Поширення і екологія
Червононогі погоничі мешкають в М'янмі, Таїланді, Малайзії, В'єтнамі, Індонезії, Брунеї і на Філіппінах, бродячі птахи спостерігалися в Австралії і на Палау. Вони живуть на болотах, в заростях на берегах річок та на вологих луках, зокрема на заплавних. Зустрічаються на висоті до 800 м над рівнем моря, іноді на висоті до 1400 м над рівнем моря. Ведуть переважно нічний спосіб життя.